# Protosmia longiceps
Protosmia longiceps är en biart som först beskrevs av Heinrich Friese 1899.  Protosmia longiceps ingår i släktet Protosmia och familjen buksamlarbin. Inga underarter finns listade i Catalogue of Life.